# Курманаево (Марий Эл)
Курманаево (мар. Турша лук) — деревня в Медведевском районе Марий Эл Российской Федерации. Входит в состав Люльпанского сельского поселения.
Численность населения — 122 чел. (2021 год).

## География
Располагается в 8 км от административного центра сельского поселения — деревни Люльпаны, вблизи деревень Средняя Турша и Туршемучаш.

## История
До 1 апреля 2014 года деревня входила в состав упразднённого сельского поселения Туршинское.

## Население
| 2010 | 2011 | 2012 | 2013 | 2015 | 2016 | 2018 |
| ---- | ---- | ---- | ---- | ---- | ---- | ---- |
| 129  | ↗131 | ↘128 | ↗135 | ↗139 | ↘138 | ↘133 |
| 2019 | 2020 | 2021 |      |      |      |      |
| ↗134 | ↘129 | ↘122 |      |      |      |      |

Национальный состав на 1 января 2013 г.:
| Национальность | Численность, чел. | Доля    |
| -------------- | ----------------- | ------- |
| всего          | 135               | 100,0 % |
| Марийцы        | 106               | 78,5 %  |
| Русские        | 21                | 15,6 %  |
| другие         | 8                 | 5,9 %   |